# In girum imus nocte ecce et consumimur igni

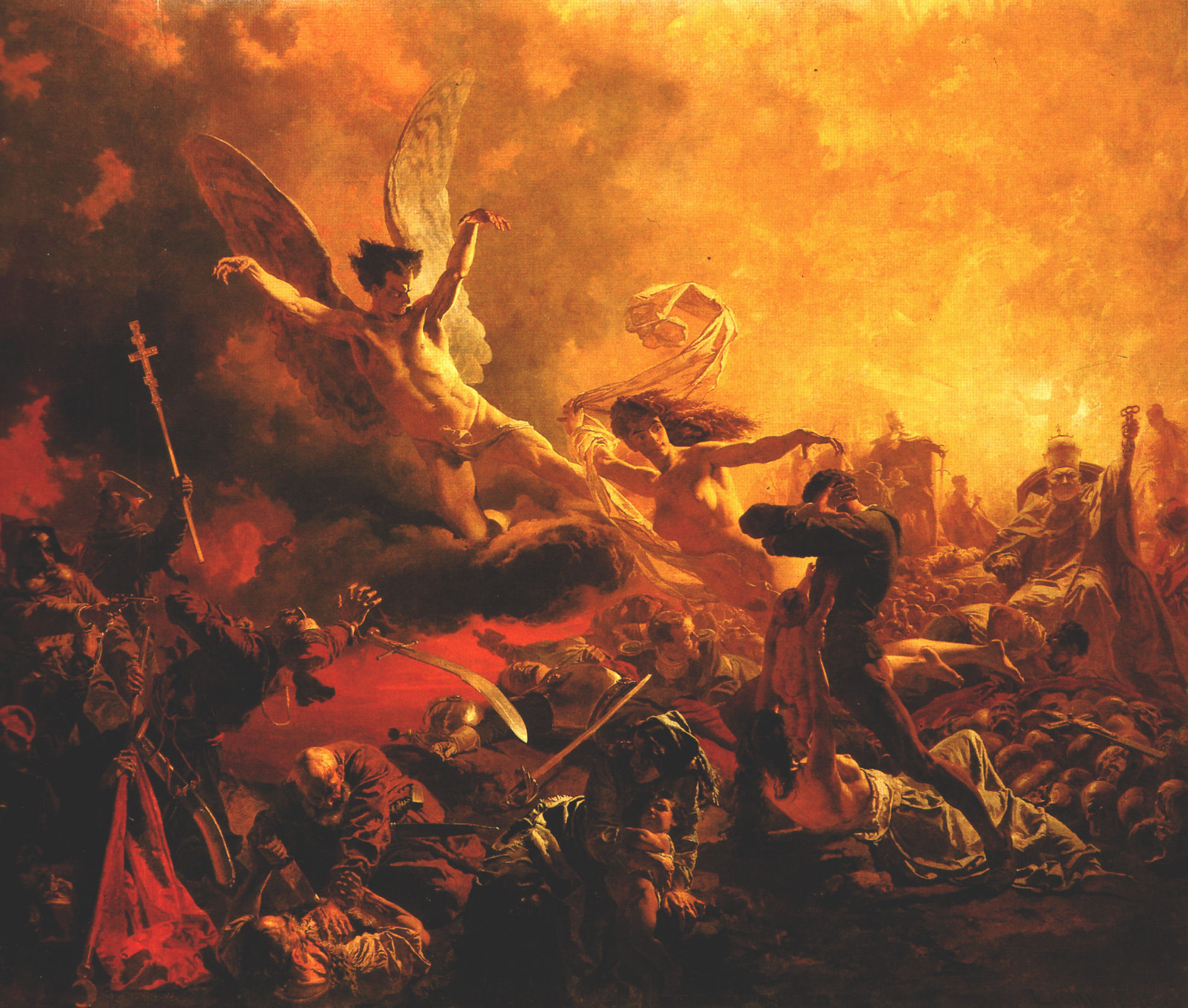
Tableau de Mihály Zichy, Le triomphe du Génie de la Destruction 1878).

In girum imus nocte ecce et consumimur igni est un hexamètre dactylique latin, attribué, par certains, à Virgile, par d'autres à un auteur postérieur à cause de sa forme palindrome. Il évoque les papillons de nuit qui tournent autour de la chandelle avant de s'y brûler.

## Signification
Cet hexamètre signifie littéralement : « Nous tournoyons dans la nuit, et nous voilà consumés par le feu ». Il peut se rapporter aux papillons de nuit qui, attirés par la flamme d'une chandelle, volent et tournent autour d'elle, jusqu'à ce qu'ils soient brûlés par le feu. Il s'agirait alors d'une métaphore néoplatonicienne de l'amour sacré, convertissant l'amant en la chose aimée, que l'on retrouve, entre autres, chez Pétrarque et chez Goethe.
« Comme parfois, au temps chaud, un petit papillon, attiré par la lumière, vient voler dans les yeux, ce qui cause à lui la mort et aux autres la douleur ; 

Ainsi je cours sans cesse à mon fatal soleil [...] (Pétrarque)

Pour d'autres, il décrit les démons qui tournent sans fin dans le feu et la nuit de l'enfer, et vise les ambitieux qui, fascinés par les splendeurs du pouvoir, de la richesse ou de la gloire, s'en approchent de trop près.

## Évocations

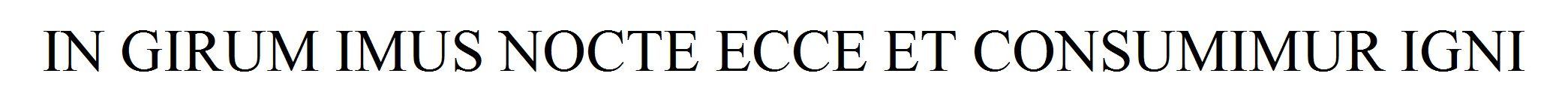
Palindrome dans sa totalité.

### Au cinéma
Une forme abrégée de cette sentence (In girum imus nocte et consumimur igni) — qui n'en reste pas moins un palindrome, même si elle perd son rythme hexamétrique — sert de titre à un film français réalisé par Guy Debord (1978), sorti en salles en 1981. Ce film décrit la société contemporaine, où chacun se brûle en tournant autour des biens de consommation.

### En littérature

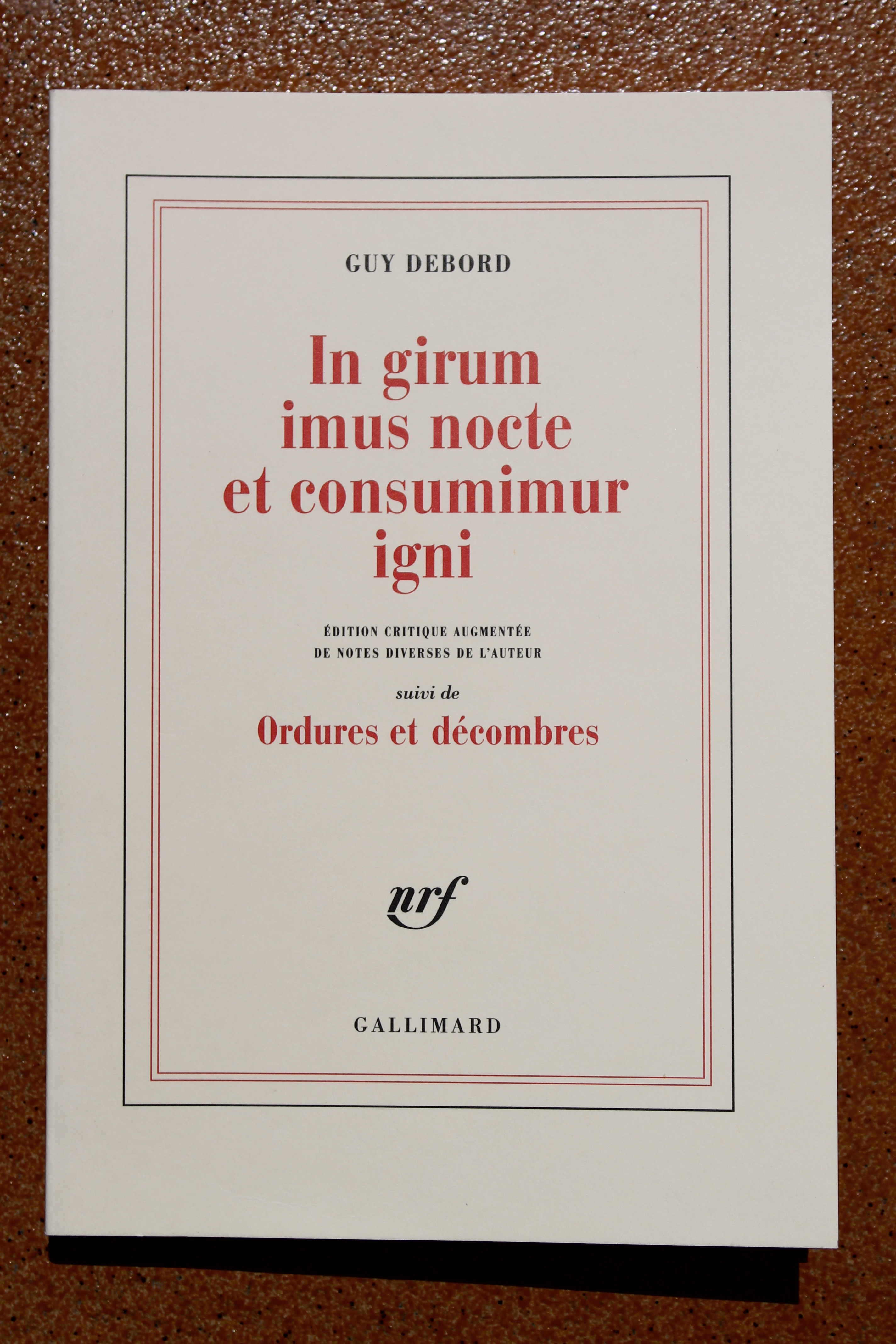
Le livre de Guy Debord (réédition de Gallimard).

En 1966, Maurice Roche produit le palindrome sans son déictique médian, dans son premier roman, Compact, mais en le rendant difficilement identifiable, car il le scinde, présentant sa première partie comme une « devise », à la page 33, et dissimulant sa partie symétrique, qualifiée de « slogan », page 35, en la francisant en un calembour ressortissant à la veine joycienne d'« une langue argotique et babélienne, tissée de jeux de mots » mise en œuvre dans Finnegans Wake.
Umberto Eco cite ce palindrome dans son roman Le Nom de la rose (1980), l'intégrant ainsi dans un cadre médiéval.[réf. nécessaire]
À la suite de son film, l'auteur Guy Debord a publié un premier ouvrage dénommé Ordures et décombres déballés à la sortie du film « In Girum Imus Nocte et Consumimur Igni » publié par les éditions Champ libre en 1982 ; puis un second titré In girum imus nocte et consumimur igni. Édition critique, publié par les éditions Gérard Lebovici en 1990 puis réédité par Gallimard en 1999  (ISBN 978-2-07-075679-7).

### En danse
Un spectacle de danse (In girum imus nocte et consumimur igni), au nom là encore abrégé, conçu et mis en scène par Roberto Castello, s'est déroulé en 2018 au centre chorégraphique national de Nantes, en référence probable au film de Guy Debord.

### Dans la musique
Igineci est une pièce musicale de techno industrielle composée par Moth (« papillon de nuit » en anglais) sur le label Toxic Waste Buried.
La phrase est citée dans la chanson « Salamandrina » de Einstürzende Neubauten.

### À la télévision
Le palindrome incomplet (sans « ecce ») est également énoncé vers le milieu du deuxième épisode de la série télévisée La Prophétie d'Avignon (2007), par l'un des « frères de Judas », avant qu'il ne se jette dans le vide du haut d'une des tours du palais des papes.

### En bande dessinée
Le dernier tome de la sage Raghnarok écrit et dessiné par Boulet s'intitule In Girum Imus Nocte. Ce livre est sorti le 11 juin 2025.